# Hendrik van der Bijl
Hendrik Johannes van der Bijl (* 23. November 1887 in Pretoria; † 2. Dezember 1948 in Johannesburg) war ein Naturwissenschaftler und Unternehmer aus Südafrika.
Den Doktorgrad der Physik erwarb er in Leipzig. Nach einer Tätigkeit als Physikdozent in Dresden im Jahre 1912 wurde er Wissenschaftler bei AT&T in den USA. Er entwickelte während des Ersten Weltkriegs die erste US-amerikanische Miniatur-Elektronenröhre VT-3. Der zivile Nachfolger wurde als 215A seit 1919 von Western Electric produziert.
General Smuts holte van der Bijl 1920 als technischen Berater für die Regierung zurück in die Südafrikanische Union. Er wurde Chairman von Eskom, Iscor und der südafrikanischen Industrial Development Corporation. Von 1934 bis 1948 war er Kanzler der Universität Pretoria. 1943 wurde er in die National Academy of Sciences gewählt. 
Von van der Bijl stammt die Gleichung {\displaystyle S\cdot D\cdot R_{i}=1} für Trioden-Elektronenröhren. Dabei sind S die Steilheit, D der Durchgriff und Ri der Innenwiderstand der Triode. In Deutschland ist diese Formel als Barkhausensche Röhrenformel bekannt.
Die Industriestadt Vanderbijlpark, ein Standort der Eisen- und Stahlverarbeitung südlich von Johannesburg, wurde nach ihm benannt.